# Convoi HXF 2
Le convoi HXF 2 est un convoi rapide passant dans l'Atlantique nord, pendant la Seconde Guerre mondiale. Il part de Halifax au Canada le 25 septembre 1939 pour arriver le 1er octobre 1939 à Liverpool.

## Composition du convoi
Ce convoi est constitué du paquebot transatlantique anglais RMS Lancastria de 16 243 tonnes.

## L'escorte
Le Lancastria est escorté du 25 au 26 septembre 1939  par les destroyers canadiens NCSM Saguenay et HMCS Fraser (en).